# Hoeve Moerenburg

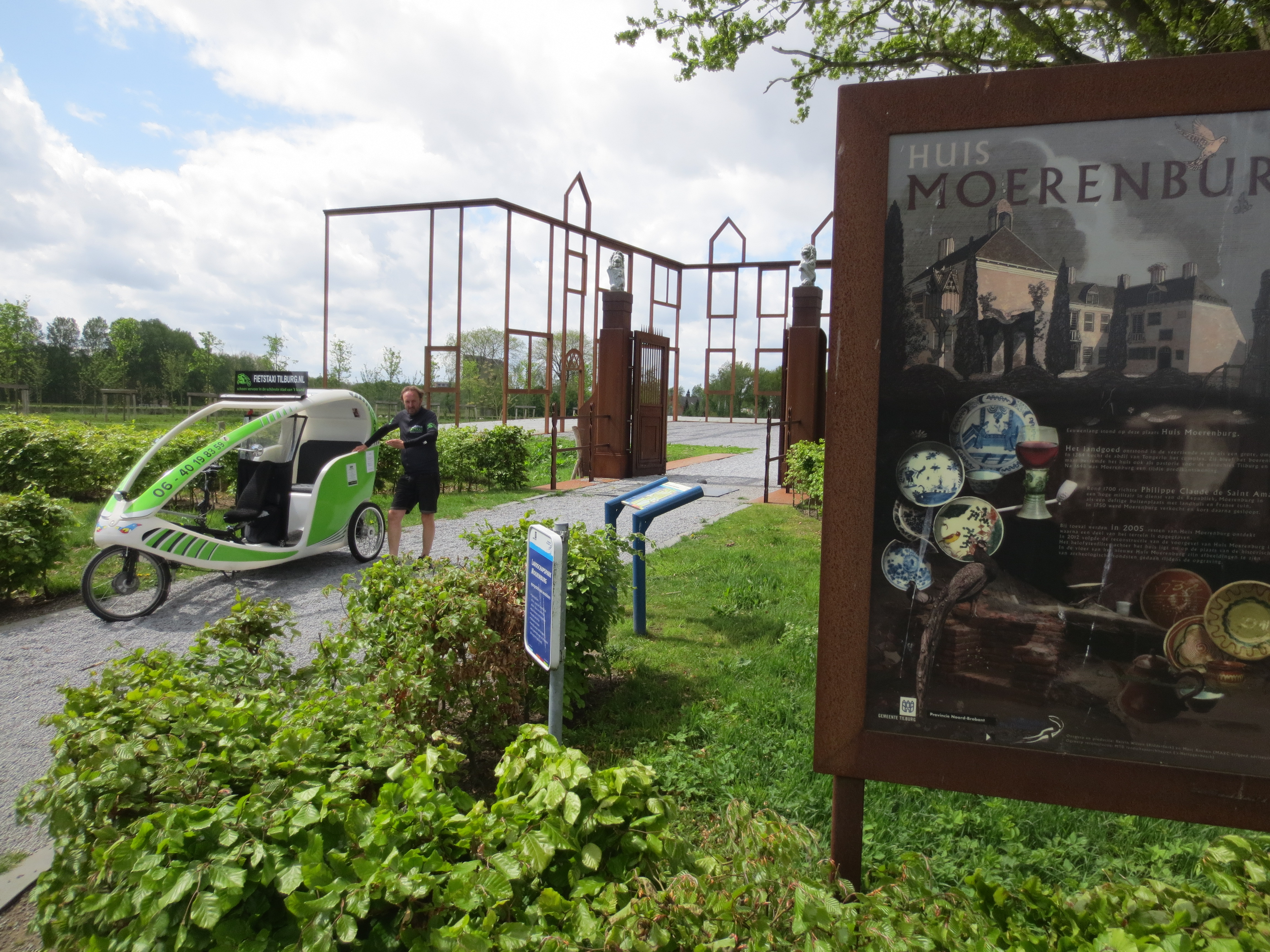
Reconstructie van de voormalige hoeve aan de Moerenburgseweg, foto 2015

Hoeve Moerenburg was een hoeve die bijna vier eeuwen in de herdgang (buurtschap) Loven heeft gestaan, aan de oostkant van Tilburg. In eerste instantie was het particulier bezit (1358-1384). In 1384 werd door de Norbertijner abdij van Tongerlo, die de zielzorg in West-Tilburg onder haar hoede had, eenre woninghe gheheyten Moerenborch, aangekocht. Vanaf dat jaar tot aan de vrede van Munster in 1648 diende het als pastorie van Tilburg en Enschot. 

## Pastoors
De pastoor bewoonde niet altijd zelf de pastorie. Hij liet zich vervangen door zijn vice-cureit (kapelaan). Vanaf het begin van de 16e eeuw verbleven de pastoors constant op Moerenburg. De parochie Tilburg heeft enkele bekende pastoors gekend, zoals Johannes van Ghestel (1365-1389), Rutger van Holten (1502-1527), Nicolaas Mutsaerts (1570-1592), Petrus van Emmerick (1616-1625) en Augustinus Wichmans (1632-1642). Van Holten heeft de kerkelijke administratie op poten gezet en legde het vast in het Liber Anniversariorum. Van Emmerick beschreef het wel en wee van de parochie in zijn Manuale pastorum. De in Tilburg geboren Mutsaerts werd in 1592 benoemd tot de 40ste abt van Tongerlo. Wichmans was een zeer geleerd man. Hij schreef o.a. de boeken Brabantia Mariana en Syntagma pastorale. Op het einde van de zestiende eeuw had de pastorie Moerenburg het zwaar te verduren door oorlogshandelingen. Soldaten roofden en plunderden. Zij dreigden de pastoor gevangen te nemen en de pastorie in brand te steken. Gelukkig is het zover niet gekomen. Begin zeventiende eeuw moet Moerenburg al een aanzienlijk gebouw zijn geweest. Mogelijk had het toen al een carrévorm, zoals op een achttiende-eeuws schilderij is te zien. Volgens Wichmans kende Moerenburg de volgende vertrekken: Cubiculum pastoris (de slaapkamer van de pastoor), libri (bibliotheek), het groot salet, het gruen camerken, de Neder-caemer aen de plaetse, de poort-caemer, het caemerken Emaus in de keucken, de keucken en de Gote, Brouw-huijs, kelder en solder.
De laatste pastoor die op Moerenburg verbleef was Augustinus van Dijck. Omdat het bewind van Staats-Brabant was overgegaan op de Republiek der Zeven Verenigde Nederlanden vonden er ingrijpende veranderingen plaats. Hieronder vielen ook maatregelen om kloosters en parochiekerken te sluiten. Van Dijck moest regelmatig vluchten naar het kasteel van Tilburg. Uiteindelijk verliet hij toch de pastorie Moerenburg.

## Predikanten
Hierna ging Moerenburg over in handen van de predikant. Ten tijde dat hij het huis bewoonde regende het jammerklachten over de vervallen toestand van Moerenburg. De schepenen van Tilburg constateerden in 1652 dat het gebouw door ouderdom soo danich is vervallen dat daerop verscheijde ribben ende plancken bij naer t’ eenemael vergaen ende verrot sijn. In 1660 was de situatie niet anders. Het verkeerde in een dusdanige positie dat deselve sonder groot perijckel van met het instorten van d’ een ofte d’ ander een ongeluck te krijgen, niet wel te bewoonen is. De predikant voelde zich niet meer veilig op Moerenburg en ging een huis huren aende kercke van Tilburg. 

## Rentmeesters
Vanaf 1664 vond Adriaan van Boucholt, rentmeester van de geestelijke goederen in het kwartier van Oisterwijk. er zijn onderkomen. In de tijd dat de familie van de rentmeester er resideerde, werd gekenmerkt door schandalen. Het betrof met name de dochter Maria Isabella van Boucholt, die in het huwelijk wilde treden met een aanzienlijk Overijssels edelman, Willem Ripperda genaamd. Deze zou al gehuwd zijn. Ook de jongste dochter Aletta (Sibilla)van Boucholt zorgde voor de nodige onrust op Moerenburg. Zij wilde van de Nederduits-gereformeerde religie overgaan naar de rooms-katholieke godsdienst. De Tilburgse predikant heeft vele uren en lange gesprekken gevoerd op Moerenburg. Eind februari 1671 is Aletta heimelijk vertrokken zonder dat men wist waarheen.
Berthout van Slingelandt volgde Adriaan van Boucholt op als rentmeester en als bewoner van de huizinge Moerenburg. 

## Staatse officieren
Berthout van Slingelandt verkocht het landgoed in 1691 aan kolonel Charles Graham. Deze droeg in 1697 het aanzienlijke complex over aan Philippe Claude de Saint Amant. Hij diende o.a. als kolonel-commandant in het regiment van Willem Adriaan graaf van Hoorne. Vanaf 1694 gaf hij als kolonel leiding aan een eigen regiment der infanterie. Na zijn overlijden ging het complex over aan zijn kinderen Albertina Maurice, Philip Charles en Charles Mathurin de Saint Amant. Leden van de geslachten Graham en De Saint Amant hebben het uitgebouwd tot een fraai en statig landgoed. Uiteindelijk kwam Moerenburg in 1739 in handen van de kinderen van luitenant-kolonel Charles Mathurin de Saint Amant. Zij hebben echter geen moeite gedaan het landgoed voor de familie te behouden en hebben het in 1750 laten slopen.
Nu zijn het nog slechts de archiefbronnen, de twee schilddragende leeuwen, het achttiende-eeuws schilderij en de onlangs opgegraven fundamenten en gebruiksvoorwerpen de bewijzen dat er ooit een huizinge Moerenburg in Tilburg is geweest.